# Митрополит дабробосански Евгеније
Евгеније (световно Манојло Летица; рођен ?? 1858 — преминуо 3. октобра 1933) је био српски теолог, митрополит бањалучко-бихаћки (15. новембра 1900 — 27. децембра 1907) и митрополит дабробосански (20. децембра 1907 — 1920).

## Детињство и школовање
Евгеније је рођен 1858. године у Плашком под именом Манојло. Основну школу и нижу гимназију завршио је у родном месту и Огулину. Гимназију је завршио у Сремским Карловцима, а потом је студирао правне науке у Бечу, Грацу и Загребу, где је положио сва три државна испита. Одслужио је војну службу као једногодишњи добровољац и именован за резервног официра. Као правник радио је 1884. године у Сремској Митровици. Следеће године прелази у Сарајево, где остаје у државној служби до 1892. године. Те године напушта државну службу и одлази у Загреб, радећи као правни референт код тамошње Хипотекарне банке.

## Монашење
Одавде одлази у Сремске Карловце и уписује се у Богословију, коју завршава 1895. године. Архимандрит Генадије Поповић замонашио га је у манастиру Кувеждину 1895. године. После монашења постављен је за другог бележника Саборског одбора. У чин ђакона рукоположио га је 9. јула 1895. године патријарх Георгије (Бранковић). Трећег новембра је именован за привременог бележника Епархијске управе Темишварске у Темишвару, као и за референта Конзисторије. Епископ Темишварски Никанор (Поповић) га је крајем 1895. године произвео у чин придворног протођакона. Епископ Будимски Лукијан (Богдановић) рукоположио га је за презвитера 18. априла 1898. године у Сентандреји. Године 1899. произведен је за протосинђела а 24. јула 1900. године од епископа Никанора (Поповића) произведен је у чин архимандрита.

## Митрополит Бањалучко-Бихаћки
Митрополит Дабробосански Николај (Мандић) обратио се 31. марта 1899. године Цариградском патријарху Константину молбом да се Дабробосанска митрополија због великог простора подели на две епархије. Цариградски патријарх са Светим синодом се одазвао молби митрополита Николаја и исте године је од делова Дабробосанске митрополије основао Бањалучко-Бихаћку митрополију са седиштем у Бањој Луци. Нова митрополија је обухватала 13 округа или протопрезвитерата и то: бањалучки, которварошки, дервентски, прњаворски, босанскоградишки, тешањски, босанскокостајнички, бихаћки, приједорски, кључки, босанскопетровачки и старомајдански или санскомостски са 134 парохије и преко 280.000 православних верника. Акт о оснивању нове митрополије Цариградска патријаршија је издала 13. августа 1899. године, а Бечки двор је потврдио ту одлуку 14. јануара 1900. године. За првог митрополита новоосноване Бањалучко-Бихаћке митрополије Синод Цариградске патријаршије је изабрао архимандрита Евгенија Летицу. Бечки двор га је именовао за митрополита поменуте епархије 24. августа 1900. године. Када је именован за митрополита имао је чин архимандрита, манастира Светог Ђорђа.
Новоизабрани митрополит је 20. децембра 1900. године положио заклетву верности у Бечу и истог дана му је Бечки двор издао потврдну диплому.
Нови митрополит се на дан Светог Игњатија 1900. године обратио посланицом свештенству и духовној пастви у којој их обавештава о свом избору и посвећењу и наређује им да се убудуће о духовним питањима обраћају њему а не митрополиту у Сарајеву. Од свештеника тражи да на богослужењима помињу његово име.
У новооснованој епархији требало је организовати црквени живот, што није био лак посао. На молбу митрополита Евгенија Бечки двор је 18. јула 1900. године одобрио да се оснује Конзисторија. За саветнике Конзисторије именовани су протојереј Петар Ђенић и свештеник Алекса Јокановић. Конзисторија је почела са радом 6. октобра 1901. године.
Често је митрополит обилазио своју епархију да би поучио паству, а од свештеника је захтевао да црквене обреде једнообразно врше. На сваки позив одазивао се радо и за седам година је посетио преко сто цркава своје епархије. Априла и маја 1901. године посетио је у бихаћком округу: Приједор, Сански Мост, Кључ, Петровац, Бихаћ, Босанску Крупу као и нека мања места. Јула исте године посетио је тешањски протопрезвитерат. Овом приликом посетио је цркве у селу Прибинићу, Теслићу, Тешњу, селу Гојаковцу и Добоју. Године 1904. посетио протопрезвитерат дервентски у пратњи ђакона Косте Душанића. Овом приликом је посетио цркве у Дервенти, капелу Кладаре у Которском, капелу у Сочаници, цркву у Мајевцу, Дугом Пољу, Оџаку, Дубици, Новом Граду, Доњем Свилају, Винској, Лијешћу и Босанском Броду. Такође је приликом канонских посета посећивао и школе и проверавао знање из веронауке. Свуда је свечано дочекиван од многобројног народа и свештенства.
За време док је био на месту Бањалучко-Бихаћких митрополита издао је више окружница. Из 1901. године сачувано их је десетак. Окружницом од 11. октобра позива подручно свештенство да учини са своје стране све што је могуће да се дивљи бракови сведу на најмању могућу меру. Окружницом од 24. октобра даје упутства свештеницима за поступак приликом прелаза једног лица, које је поданик Аустроугарске, из једне вероисповести у другу. Истог дана је упутио још две окружнице. У једној тражи од свештеника да направе подсетник који, кад и коме извештај треба да упуте и да то обесе изнад писаћег стола, да би их то подсећало да на време своје обавезе изврше, док у другој наређује свештеницима да устроје „протокол нормативних наредаба” како би сваког момента и у свакој прилици могли имати при руци нормативне наредбе виших власти. Под 18. новембром 1901. године датирано је пет окружница.
У окружници од 30. новембра 1907. године обавештава протопрезвитере а преко њих свештенике да пресуде епархијских црквених судова о разводу брака нису правномоћне док их не потврди Велики црквени суд у Сарајеву. Ово је била једна од последњих окружница коју је упутио из Бање Луке пре него је прешао на Дабробосанску митрополију.
Заједно са осталим митрополитима, митрополит Евгеније дао је свој допринос у формулисању Уредбе о црквено-народној аутономији. И у тим новим условима, нимало лаким, успешно је организовао црквени живот у својој епархији. Пошто су биле честе притужбе на цене за свештеничка чинодејства, на основу црквено-просветне уредбе, на седници Епархијског управног и просветног савета и Црквеног суда у Бањој Луци 12/25. априла 1906. године, установљене цене за свештеничка чинодејства.
За седам година у Бањалучко-Бихаћкој митрополији митрополит Евгеније осветио је нове цркве: у Маглају на Врбасу, Бистрици Омашкој, Ножичком, Слабини, Босанском Кобашу, Бастасима, Трубару, Цвјетнићу, Крнеуши, Бачванима, Чађавици код Босанског Новог, Кокорима, Лусићима, Лушци-Паланци, Малић-бег Дубовику, Бранешцима, Босанском Свињару, Саници, Сводни, Прибинићу, Машићима и Штрпцима као и школе у Санском Мосту и манастиру Моштаници. Његовим залагањем подигнут је Епископски двор у Бањој Луци. Покренуто је питање градње саборног храма, који ће се подићи касније.
Да би подигао углед свештеницима, рукополагао је у чин свештеника углавном свршене богослове. Према непотпуним подацима за седам година рукоположио је 45 богослова. У одликовању свештеника био је суздржан, али се зато залагао да се правилно реши материјално стање парохијских свештеника и свештеничких удовица.

## Митрополит дабробосански
После смрти митрополита Николаја Мандића Дабробосанска митрополија је била упражњена пет месеци. За Мандићевог наследника Синод Цариградске патријаршије је 20. децембра 1907. године изабрао митрополита Бањалучко-Бихаћког Евгенија Летицу. Бечки Двор га је на тај положај именовао 9. јануара 1908. године, што се види из потврдне дипломе издате 22. јануара 1908. године, коју је ћирилицом потписао цар Франц Јозеф I. Цариградски патријарх Јоаким је децембра 1907. године писмом обавестио митрополита Евгенија да је изабран за Дабробосанског митрополита.
Свечано устоличење било је у недељу 17. фебруара по јулијанском календару у Саборној цркви у Сарајеву. Свету Литургију служио је митрополит Евгеније уз саслужење 10 свештеника и 2 ђакона. Литургији су присуствовали митрополити: Зворничко-Тузлански Григорије Живковић и Захумско-Херцеговачки Петар Зимоњић.
У Дабробосанској митрополији чекао га је проширени делокруг рада. Митрополит Евгеније је био члан а повремено и председник Великог црквеног суда и Великог управног и просветног савета, чије је седиште било у Сарајеву. Црквени суд у Сарајеву водио је и послове свештеничко-удовичког пензионог фонда за целу Босну и Херцеговину. Ту је било и поверенство за оспособљавање средњошколских катихета, коме је Сарајевски митрополит био председник.
Брига сарајевских митрополита за богословију у Рељеву била је посебна обавеза. Неколико дана после устоличења митрополит Евгеније је посетио Богословију у Рељеву и задржао се неколико дана.
Као митрополит Дабробосански одликован је 30. новембра 1908. године од цара Франца Јозефа I Великим крстом Франц Јозефова реда. Било је неких политичара и политичких странака који су га оптуживали за аустрофилство. Међутим Евгеније се често супротстављао властима.
Као изасланик Цариградског патријарха учествовао је у хиротонији двојице митрополита у Босни и Херцеговини. Реч је о хиротонији његовог наследника у Бањалуци архимандрита Василија Поповића и Илариона Радонића у Тузли.
Митрополит Летица је често обилазио своју епархију. Епархијски црквени суд је у мају 1909. године поново наредио да свештеници на богослужењима обавезно проповедају, да се гробља која још нису ограђена ограде до краја 1909. године и да надзиратељи протопрезвитерата доставе објашњење зашто је све мање ваншколске младежи на веронауци. Евгеније је такође окружницом из 1909. године затражио од свештеника да раде на ширењу писмености. Епархијски црквени суд је 1910. године забранио сахрањивање мртвих у црквеној порти. Такође је из здравствених разлога, забранио је сахрањивање мртвих ближе од 500 метара од куће. Да би утицао на смањење пијанства, митрополит Евгеније је пред Божић 1910. године упутио свештенству и народу посебну посланицу у којој говори о штетности пијанства.
Црквени суд у Сарајеву водио је и послове око свештеничко-удовичког пензионог фонда.
Митрополит Евгеније је у Дабробосанској епархији освештао следеће нове цркве: у Варцару, Штрпцима, Палама, Братунцу, Завидовићима, Борици; звоник у Илијашу; Српски дом у Бусовачи и српску школу у Језеру. Рукоположио је већи број богослова у чин свештеника. Што се тиче одликовања као и у Бањалучко-Бихаћкој тако и у Дабробосанској епархији био је прилично суздржан.

## Пензија и смрт
Године 1920. повукао се у пензију. Живео је у манастиру Раваници у Врднику. Као врстан правник учествовао је у изради нацрта Устава Српске православне цркве донетог 1931. године. Преминуо је у Суњи 3. октобра 1933. године у 75. години живота.
Савременици су за митрополита Евгенија забележили да је био веома стрпљив, дисциплинован, могао је без упадица до краја да саслуша свако мишљење иако се оно са његовим гледиштем потпуно разилазило. У опхођењу је био пажљив према сваком, али и резервисан. Тешко се могао наљутити. Имао је своје опортунистичко политичко уверење, које није тајио нити од њега одступао. За популарност није марио.